# Neiokõsõ
Neiokõsõ o también Neiōkõsõ fue un grupo folk femenino estonio que representó a su país en el Festival de la Canción de Eurovisión 2004, celebrado en Estambul, Turquía con la canción "Tii" (en español: El camino). Pariciparon en la semifinal, obteniendo el 11.o lugar con 57 puntos. La canción fue interpretada en idioma võro, el cual es hablado en el sur de Estonia.